# Diatonična harmonika
Diatonična harmonika, pogovorno frajtonar'ca, je vrsta harmonike, ki izvira iz starejše harmonike (izumljene v Berlinu 1822 in razvite v Avstriji leta 1829). Razvila se je predvsem v alpskih deželah med Bavarsko, Južno Tirolsko, Avstrijo, Češko in Slovenijo v različnih detajlih. Med prvimi je te harmonike v Sloveniji izdeloval Rudolf Bukovec iz Kota pri Semiču. Zanjo je značilno, da pri stiskanju meha na neki tipki proizvaja en ton, pri vlečenju pa drugega, zato diaton. Pri diatoničnih harmonikah starejše izdelave zanihata dva jezička za vsak ton, pri novejših pa trije, kar vpliva na barvo in ojačenje zvoka. Zaradi prosto prenihajočih jezičkov v glasilkah se je v Sloveniji (drugje pa ne) harmonike oprijelo ime frajtonar'ca. Ime kot tako bi sicer lahko veljalo za vse harmonike, a se je oprijelo predvsem diatonične, ki je nastala v 19. stoletju, klavirska in kromatična pa med 1. in 2. svetovno vojno.
Diatonična harmonika ima prednost pred klavirsko in kromatično harmoniko na basnem delu, kjer ima vgrajene helikonske glasilke, ki pri igranju oddajajo dovolj močan zvok, da morebitni plesalci dobro slišijo ritem. Enovrstne in dvovrstne harmonike so starejše izdelave, najnovejše pa premorejo na melodični strani štiri (predvsem v Avstriji) ali celo pet (Zupan, Zorko, Rudi Poljanšek) vrst gumbov. Razlikujemo jih tudi po razvrstitvi tonov vrst A, B in C na melodični strani, kar določa način igranja. Godci so razlikovali slovensko, nemško in štajersko uglasbitev. Diatonične harmonike najpogosteje uporabljajo ansambli kot so Ansambel Lojzeta Slaka, Ansambel Franca Miheliča, Ansambel Tonija Verderberja in drugi. Veliko pa jo poučujejo tudi v javnih in zasebnih glasbenih šolah.
Diatonična harmonika je ljudsko glasbilo, ki pa so ga proizvajalci v zadnjih letih toliko izpopolnili, da lahko z njo igramo precej več kot samo ljudske, »narodne viže«. V Sloveniji so k temu pripomogli tudi najboljši narodnozabavni harmonikarji, kot so Lojze Slak, Franc Mihelič, Zoran Lupinc, Brane Klavžar, Miro Klinc, Robert Stopar, Zoran Zorko, Robert Goter, Mirko Šlibar, Klemen Rošer in drugi. Nekateri med njimi so kot učitelji to glasbilo popeljali ob bok klasičnih instrumentov (klavir, violina, flavta ...), kjer so glasbene prvine, kot so melodija, ritem, harmonija, tempo, dinamika že popolnoma jasne. 